# 角加速度
角加速度是角速度隨時間的變化率。在國際單位制中，單位是“弧度/秒平方”，通常是用希臘字母{\displaystyle \mathbf {\alpha } \,\!}來表示。

## 數學定義
定義角加速度為
{\displaystyle {\alpha }={\frac {d{\omega }}{dt}}={\frac {d^{2}{\theta }}{dt^{2}}}\,\!}，
或者
{\displaystyle \mathbf {\alpha } ={\frac {\mathbf {a} _{T}}{r}}\,\!}；
其中，{\displaystyle \omega \,\!}是角速度，{\displaystyle \mathbf {a} _{T}\,\!}是正切直線加速度，{\displaystyle r\,\!}是曲率半徑。

## 運動方程式
牛頓運動第二定律應用於角的問題，可導出力矩與角加速度之間關係的方程式：
{\displaystyle \tau =\mathrm {I} \alpha \!}；
其中，{\displaystyle \tau \!}是力矩，{\displaystyle \mathrm {I} \!}是轉動慣量。

### 等角加速度
當作用於物體的力矩{\displaystyle \tau \!}是常數時，角加速度也會是常數。在這個等角加速度的特別狀況裏，此運動方程式會算出一個決定性的，單值的角加速度。

### 非等角加速度
當作用於物體的力矩{\displaystyle \tau \!}不是常數時，物體的角加速度會隨時間而變。這方程式成為一個微分方程式。這微分方程式是此物體的運動方程式；它可以完全的描述此物體的運動。

## 參閱
- 角動量
- 角频率
- 角速度
- 旋轉
- 自旋